# Happy Anniversary (Angel)
Happy Anniversary conocido en América Latina y en España como Feliz Aniversario. Es el decimotercer episodio de la segunda temporada de la serie de televisión estadounidense Ángel. Escrito por David Greenwalt en conjunto con Joss Whedon y dirigido por Bill L. Norton. El episodio se estrenó originalmente el 6 de febrero del año 2001 por la WB Network. En este episodio Ángel y Lorne se unen para prevenir que un físico congele el tiempo de manera permanente, mientras Cordelia, Wesley y Gunn se establecen como detectives independientes.

## Argumento
En las nuevas oficinas de Investigaciones Angel, Cordy, Wes y Gunn se ponen a discutir sobre su futuro y la manera de ganar nuevos clientes que paguen por sus servicios. En el Hyperion Angel es visitado por el alfitrion quien viene con la frecuente noticia de que el mundo está en peligro. El demonio le explica que la noche pasada que un hombre común y corriente interpretó un número en el bar, sintió al leerle su aura que de alguna forma el mundo llegaría a su fin. Dado que el alfitrion no conoce a ningún otro campion, recurrió a la ayuda de Ángel.    
Aquel hombre misterioso del bar es un físico llamado Gene Rainey, que trabaja en una fórmula para detener el tiempo. Él está emocionado por su primer aniversario con su novia Denise. Mientras en tanto Ángel y el alfitrion logran interceptar a Gene en su escuela, luego de frecuentar muchos canta-bares. Tras fracasar en la perfección de su fórmula, Gene se retira triste de su laboratorio, acto seguido unos demonios extraños salen de las sombras y alteran la fórmula de Gene al llamarlo "el elegido". Al día siguiente Gene prueba la fórmula y consigue congelar el tiempo.
Mientras Gene busca a Denise para comentársele su más reciente éxito, por otra parte Denise se reúne con su amiga y le dice que tiene planeado terminar con su novio la noche de su primer aniversario después de dormir con él, ya que las cosas no han funcionado bien por la personalidad seca y carente de emociones de Gene. El muchacho escucha la conversación y desecho decide utilizar su perfeccionada fórmula para darle a su novia el "tipo de romance que perdura". Ángel y el alfitiron tratan de conseguir la dirección de Gene pero son atacados por demonios Lubbers. Unos demonios que según el alfitrion buscan desesperadamente a un mesías que cause el fin del mundo.    
Al llegar al laboratorio se descubre que Gene no está ni su equipo. Advertidos de que el físico planea congelar el tiempo, Ángel y el alfitrion se apresuran para llegar a la casa de Gene mientras se enfrentan a más Lubbers que están dispuestos a detenerlos. En departamento de Gene, los novios celebran su aniversario con una cena romántica y después ambos comienzan a hacer el amor. Gene aprovecha ese momento para congelar el tiempo en un momento de pasión. Al realizarlo un Lubber comienza a expandir la velocidad de la fórmula por todo el edificio para congelar el tiempo en el resto del mundo.  
Ángel cosigue llegar al edificio y desconectar la máquina antes de que el tiempo quede congelado. Con el tiempo restaurado de nuevo Denise rompe con su novio. Con ayuda de Virginia, Wes, Cordy y Gunn consiguen meterse en un nuevo caso paranormal relacionado con un demonio que ha asesinado al hijo mayor de una familia rica. Después de que Gunn mata al demonio, Wesley advierte que en la familia hay un traidor que contrato al demonio, quien resulta ser la inocente y dulce tía de la familia.   
Ángel y el alfitrion consuelan a Gene, explicándole que las cosas deben seguir marchando por más malas que se vean. Mientras Gene busca unas cervezas, Ángel comienza abrirse ante el alfitrion confesándole que se siente culpable de haber abandonado a su equipo cuando ellos solo querían ayudarlo. En la nueva oficina de Investigaciones Ángel, los tres miembros celebran con una fiesta hasta que un hombre viene a pedirle sus servicios.

## Elenco
- David Boreanaz como Ángel.
- Charisma Carpenter como Cordelia Chase.
- Alexis Denisof como Wesley Wyndam Pryce.
- J. Agust Richards como Charles Gunn.

## Continuidad
- Ángel y Lorne discuten las motivaciones del vampiro para despedir a Cordy, Wes y Gunn.